# Cyathea fuliginosa
Cyathea fuliginosa är en ormbunkeart som först beskrevs av Christ, och fick sitt nu gällande namn av Edwin Bingham Copeland. Cyathea fuliginosa ingår i släktet Cyathea och familjen Cyatheaceae. Inga underarter finns listade.